# Oecobius dariusi
Espèce
Oecobius dariusi est une espèce d'araignées aranéomorphes de la famille des Oecobiidae.

## Distribution
Cette espèce est endémique d'Iran. Elle se rencontre dans les provinces de Téhéran et d'Alborz.

## Description
La femelle holotype mesure 3,60 mm.

## Systématique et taxinomie
Cette espèce a été décrite par Zamani et Marusik en 2023.

## Étymologie
Cette espèce est nommée en l'honneur de Darius Ier. 

## Publication originale
- Zamani & Marusik, 2023 : « New species and records of Oecobius Lucas, 1846 (Araneae: Oecobiidae) from Iran and Azerbaijan. » The Journal of Natural History, vol. 57, no 37/40, p. 1693-1709.